# Rivellia australis
Rivellia australis är en tvåvingeart som beskrevs av Osamu Namba 1956. Rivellia australis ingår i släktet Rivellia och familjen bredmunsflugor.
Artens utbredningsområde är Arizona. Inga underarter finns listade i Catalogue of Life.